# Galumna alata
Galumna alata är en kvalsterart som först beskrevs av Hermann 1804.  Galumna alata ingår i släktet Galumna och familjen Galumnidae.

## Underarter
Arten delas in i följande underarter:
- G. a. alata
- G. a. multiiterata